# بيركهولدرية جبلية
بيركهولدرية جبلية (الاسم العلمي: Burkholderia monticola) هي نوع من البكتيريا، سلبية الغرام، تتبع جنس البيركهولدرية.